# Кедров, Георгий Тихонович
Георгий Тихонович Кедров — советский хозяйственный и политический деятель.

## Биография
Родился в апреле 1907 года в крестьянской семье.
Член ВКП(б) с 1928 года.
В сентябре 1928 — сентябре 1930 года — слушатель рабочего факультета Ленинградского электротехнического института.
В сентябре 1930 — феврале 1935 года — студент Ленинградского инженерно-экономического института.
В феврале 1935 — феврале 1937 года — инженер-экономист, заведующий специальным бюро, начальник планово-производственного отдела фабрики «Красный Октябрь» в городе Ленинграде.
В феврале 1937 — августе 1938 года — начальник II отдела, и. о. секретаря, секретарь комитета ВКП(б) завода № 234 в Ленинграде.
В августе 1938 — апреле 1939 года — заведующий агитационно-пропагандистским отделом, 3-й секретарь Выборгского районного комитета ВКП(б) города Ленинграда.
В апреле — ноябре 1939 года — заведующий сектором кадров оборонной промышленности Ленинградского городского комитета ВКП(б).
В ноябре 1939 — апреле 1941 года — 1-й секретарь Фрунзенского районного комитета ВКП(б) города Ленинграда.
В апреле 1941 — апреле 1946 года — 1-й секретарь Выборгского районного комитета ВКП(б) города Ленинграда.
В апреле — августе 1946 года — заместитель секретаря Ленинградского городского комитета ВКП(б) и заведующий отделом оборонной промышленности Ленинградского городского комитета ВКП(б).
В августе 1946 — ноябре 1948 года — секретарь Ленинградского городского комитета ВКП(б) по кадрам.
16 октября 1948 — 30 августа 1949 года — 2-й секретарь ЦК КП(б) Эстонии.
17 сентября 1949 года исключен из ВКП(б). В октябре 1949 года арестован органами МГБ СССР по «Ленинградскому делу». 21 января 1952 года приговорен к 25 годам заключения. Отбывал наказание в исправительно-трудовых лагерях Воркуты.
29 мая 1954 года освобожден из заключения, реабилитирован.
В 1955—1967 годах — директор завода «Ленгазаппарат» в городе Ленинграде.
С 1967 года — на пенсии.
Умер в июне 1983 года в городе Ленинграде.

## Награды
- Орден Отечественной войны I степени (05.11.1944)
- Орден Отечественной войны II степени (16.09.1945)
- Орден Красной Звезды (16.04.1942)
- Орден Знак Почёта (17.04.1940)